# Cineteca Nacional
La Cineteca Nacional es una institución dedicada a la preservación, catalogación, exhibición y difusión del cine en México. Es dependiente de la Secretaría de Cultura y forma parte de la Federación Internacional de Archivos Fílmicos (FIAF). 
La Cineteca resguardaba los materiales originales del patrimonio fílmico de México provenientes de un gran número de fuentes a la par de la Filmoteca de la UNAM, y sus antecedentes se remontan a los años cuarenta. Su primera sede en la Ciudad de México se inauguró en 1974, derivada del Plan de Reestructuración de la Industria Cinematográfica, creado cuatro años antes. En esas instalaciones, ubicadas en Calzada de Tlalpan y Río Churubusco, contaba con tres salas —la más grande de ellas, la Sala Fernando de Fuentes, tenía capacidad para 590 espectadores— y un área de bóvedas para la preservación de los acervos. Este recinto acogió al público cinéfilo que previamente solo contaba con un reducido circuito de cineclubismo privado o universitario para el disfrute del cine nacional e internacional, particularmente el experimental o de arte; contaba incluso con la apertura de sus autoridades para la difusión de filmes con temáticas polémicas. En esta sede, nacieron eventos como la Muestra Internacional de Cine de la Cineteca Nacional, el Foro Internacional de la Cineteca y Cine Móvil, un proyecto de vehículos adaptados con proyectores y sonido para llevar películas a poblaciones fuera de la Ciudad de México sin salas de cine.
Estas instalaciones quedaron destruidas debido un incendio ocurrido en 1982, cuya causa nunca se aclaró. Tampoco se sabe el número exacto de víctimas ni el patrimonio perdido en la conflagración. Un esfuerzo gubernamental y social agrupado en el Patronato Pro-reconstrucción y Recuperación de la Cineteca hizo posible la construcción de una nueva sede en Xoco, que se inauguró a inicios de 1984.
Para proseguir con la actividad, se abrieron al público cuatro nuevas salas. En 1994, se completaron las obras de las bóvedas que resguardan el nuevo acervo fílmico de la nación con donaciones que iniciaron en 1982 a partir de fondos públicos, privados y de muchas entidades fílmicas del mundo.
En el 2011, iniciaron las obras de remodelación del recinto, denominadas Cineteca Nacional del Siglo XXI, por lo que la actividad de la misma se trasladó a distintas salas de la capital mexicana para no interrumpir actividades de proyección, al estar las salas cerradas por obras. Reinaugurada en el 2012, la nueva sede respetó gran parte de la estructura anterior, pero integró nuevos edificios para completar diez salas convencionales y una al aire libre, nuevas bóvedas, un laboratorio de restauración digital, la ampliación del centro de documentación, una videoteca, un museo del cine (inconcluso), restaurantes, galería para exhibiciones, tiendas, librerías y oficinas administrativas. En 2014 fue visitada por 1 090 401 asistentes.

## Historia

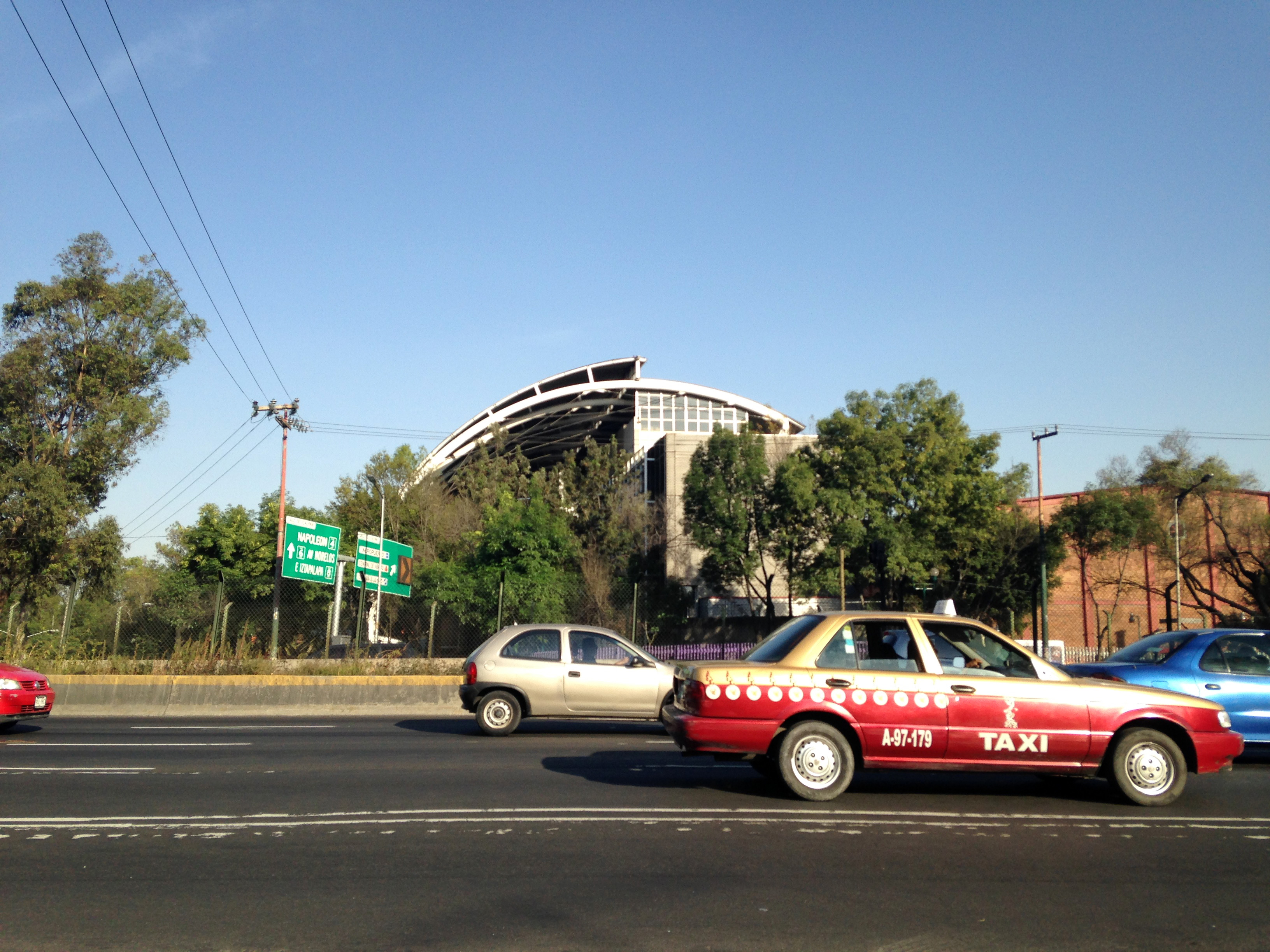
Imagen de 2015 del sitio donde se encontraba, antes de 1982, la Cineteca Nacional. Ahora se ubica allí la Escuela Nacional de Arte Teatral del Centro Nacional de las Artes.

La preservación del patrimonio fílmico de México fue tarea de coleccionistas particulares hasta la creación de la Filmoteca Nacional, en 1936. Al crearse el Departamento de Cinematografía y el Laboratorio de Cinematografías dependientes de la Secretaría de Educación, la filmoteca desapareció. El 8 de julio de 1960 la Universidad Nacional Autónoma de México (UNAM) creó la Filmoteca de la UNAM, pionera en el rescate, catalogación, búsqueda y restauración de filmes. Dicha labor inició con la donación de las cintas de Torero y Raíces, de Manuel Barbachano Ponce. En 1967 inició trabajos la Cinemateca Mexicana del Instituto Nacional de Antropología e Historia (INAH). Otro antecedente directo para la creación de la Cineteca fue la apertura de la Sala Regis, en la década de los cuarenta, la cual por primera vez en México consideró la exhibición y resguardo del cine artístico. Derivado de estos esfuerzos la Secretaría de Gobernación del país creó en 1949 la Ley de la Industria Cinematográfica y en 1952, el reglamento para salas. Esta última estableció que en lo sucesivo los exhibidores donarían una copia de las películas proyectadas para su resguardo en la cineteca.

### Primera sede en Churubusco
En 1971 el Banco Nacional Cinematográfico creó el Plan de Reestructuración de la Industria Cinematográfica Mexicana, que consideró la instalación de una sede de la cineteca del país en los terrenos de los Estudios Churubusco, en la esquina de Calzada de Tlalpan y Río Churubusco, actual sede del Centro Nacional de las Artes.
El nuevo edificio tomó la estructura de los estudios 14 y 15. Su fachada fue complementada a la derecha con una gran marquesina para anunciar lo exhibido en el recinto. En la planta baja contó con un vestíbulo aprovechado para hacer exposiciones. La nueva sede contó con las siguientes instalaciones:
- Sala "Salvador Toscano", con veinticinco butacas
- "Salón Rojo", con ciento veinte butacas. Esta sala rendía tributo a la primera sala cinematográfica "elegante"[nota 1], de la capital mexicana, inaugurada en septiembre de 1906[2] por el cinematografista Jacobo Granat. Dicho salón se alojó en el edificio que existe en la esquina de la Avenida Madero y la Calle Bolívar, en el Centro Histórico, y marcó un hito en la capital dada la popularidad que tuvo durante una época que terminó con la llegada del cine sonoro, que desplazó al mudo en el que dicha sala era especializada.[2]
- Sala "Fernando de Fuentes", la más grande, con quinientas noventa butacas.[3] Pensada para ser "la catedral del arte cinematográfico en México" por sus creadores, contó con proyectores para formatos 70, 16 y 35 milímetros y sistema de traducción simultánea inalámbrico.
- Biblioteca especializada en cine
- Fototeca con fotogramas (stills) de películas
- Área de exposiciones.
- Cuatro bóvedas de seguridad para el almacenaje de rollos de películas, con capacidad para 50 000 de estos materiales en 35 milímetros. Contaba con aire acondicionado y un sistema de control de humedad.
- Taller de mantenimiento y restauración
- Oficinas de la Dirección General de Cinematografía
- Librería Eureka, administrada por Véronique Godard, hermana del director Jean-Luc Godard y esposa del cinefotógrafo Alexis Grivas.[4]
- Restaurante.[13]

El evento inaugural de la cineteca, realizado el jueves 17 de enero de 1974, contó con la presencia de representantes del gobierno mexicano y la cultura locales. Después del evento protocolar en el día, encabezado por el entonces presidente Luis Echeverría, por la noche se realizó la exhibición de El compadre Mendoza de Fernando de Fuentes. El ciclo inaugural fue:
| Fecha       | Título de la película           | País                |
| ----------- | ------------------------------- | ------------------- |
| 17 de enero | El compadre Mendoza             | México              |
| 18 de enero | Mi noche con Maud               | Francia             |
| 19 de enero | El camino de la vida            | Japón               |
| 20 de enero | Pequeños asesinatos             | Estados Unidos      |
| 21 de enero | ¿Por qué corre amok el señor R? | Alemania Occidental |
| 22 de enero | Naranja mecánica                | Reino Unido         |
| 23 de enero | Paisaje después de la batalla   | Polonia             |
| 24 de enero | El cambio                       | México              |
| 25 de enero | El asalto final                 | Italia              |
| 26 de enero | La salamandra                   | Suiza               |

En su primer año de vida, la cineteca acumuló 1476 títulos, 414 de los cuales ingresaron al acervo en dicho periodo. Una de las películas más vistas en 1974 fue Naranja mecánica, que permaneció 153 días en exhibición y fue vista por 153 000 espectadores. La prensa mexicana de la época destacó los tumultos ocurridos en la cineteca por la avidez del público por ver la cinta de Stanley Kubrick.

«Deseosos de ver la cinta Naranja mecánica que ayer se exhibió en dos funciones en la Cineteca Nacional, varios grupos de jóvenes originaron tumultos a las puertas de ésta y lograron romper la taquilla, por lo que mucha gente que no tenía boletos logró colarse a la sala Fernando de Fuentes, durante la función de la tarde.»
"Tumultos para ver Naranja Mecánica", El Día, 23 de enero de 1974. Consultado el 14 de febrero de 2015.

Pronto la cineteca se convirtió en el "centro de la cultura fílmica del país", punto de reunión de la comunidad cinéfila capitalina y visita periódica de aficionados y profesionales del cine del interior de la República Mexicana. Antes de su creación la exhibición del cine de autor era reservado a salas privadas o a pequeños ciclos hechos por y para especialistas. Es en este espacio en donde fue posible observar de manera masiva y pública filmes considerados prohibidos, polémicos por su contenido experimental o erótico, o bien su inclinación ideológica de izquierda —particularmente sensibles en su exhibición y distribución luego de la Matanza del 2 de octubre de 1968 y de la del Jueves de Corpus de 1971—, e incluso proyecciones de corte guerrillero provenientes de Nicaragua. En este tenor, la cineteca hizo posible también el intercambio de experiencias entre creadores y actores nacionales con latinoamericanos. Por ejemplo, la Semana de cine mexicano en Chile, ocurrida en 1972, en donde el entonces presidente Salvador Allende se reunió con su homólogo mexicano, Luis Echeverría, Alberto Isaac, Lilia Aragón, Sergio Olhovich, Paul Leduc y Jorge Martínez de Hoyos. Paradójicamente luego de los hechos de 1968 y 1971, esta actitud de apertura intelectual incentivada desde el gobierno, en palabras del crítico Gustavo E. Ramírez, "pudo significar una válvula de escape políticamente correcto", y permitió que se iniciara la exhibición no solo de cine de vanguardia, sino de documentales etnográficos, vanguardias como el neorrealismo, el cine negro, el erotismo, la revisión de corrientes que antes de la construcción de la cineteca habían sido materia solo de cineclubes y copias limtadas, así como la programación constante de filmes provenientes de la Unión Soviética y Europa del Este, en sintonía con la simpatía que tuvieron círculos intelectuales afines a la cineteca. Derivado de esta apertura, de la posibilidad de exhibir lo producido en el país de manera independiente y de la muestra de las corrientes de vanguardia internacional, así como de la producción intelectual en torno a la crítica de cine, que la cineteca influyó en la formación de nuevos públicos y la producción de cintas mexicanas con temáticas entonces polémicas como el cine gay.
En 1975 la cineteca integró la Federación Internacional de Archivos Fílmicos y en 1976 pasó a dependencia de la Dirección General de Radio, Televisión y Cinematografía, conocida como RTC. Ese mismo año se instaló en el mismo predio de la cineteca el Centro de Capacitación Cinematográfica. En 1977 inició la Muestra Internacional de Cine en el recinto, y en 1980 el Foro Internacional de la Cineteca. En 1976 la cineteca fue sede del XXXII Congreso de la Federación Internacional de Archivos de Filmes. En 1980 el acervo de la cineteca era de 6215 filmes, de los cuales 4645 eran en formato 35 milímetros y 1570 en 16 milímetros.

#### Cine móvil

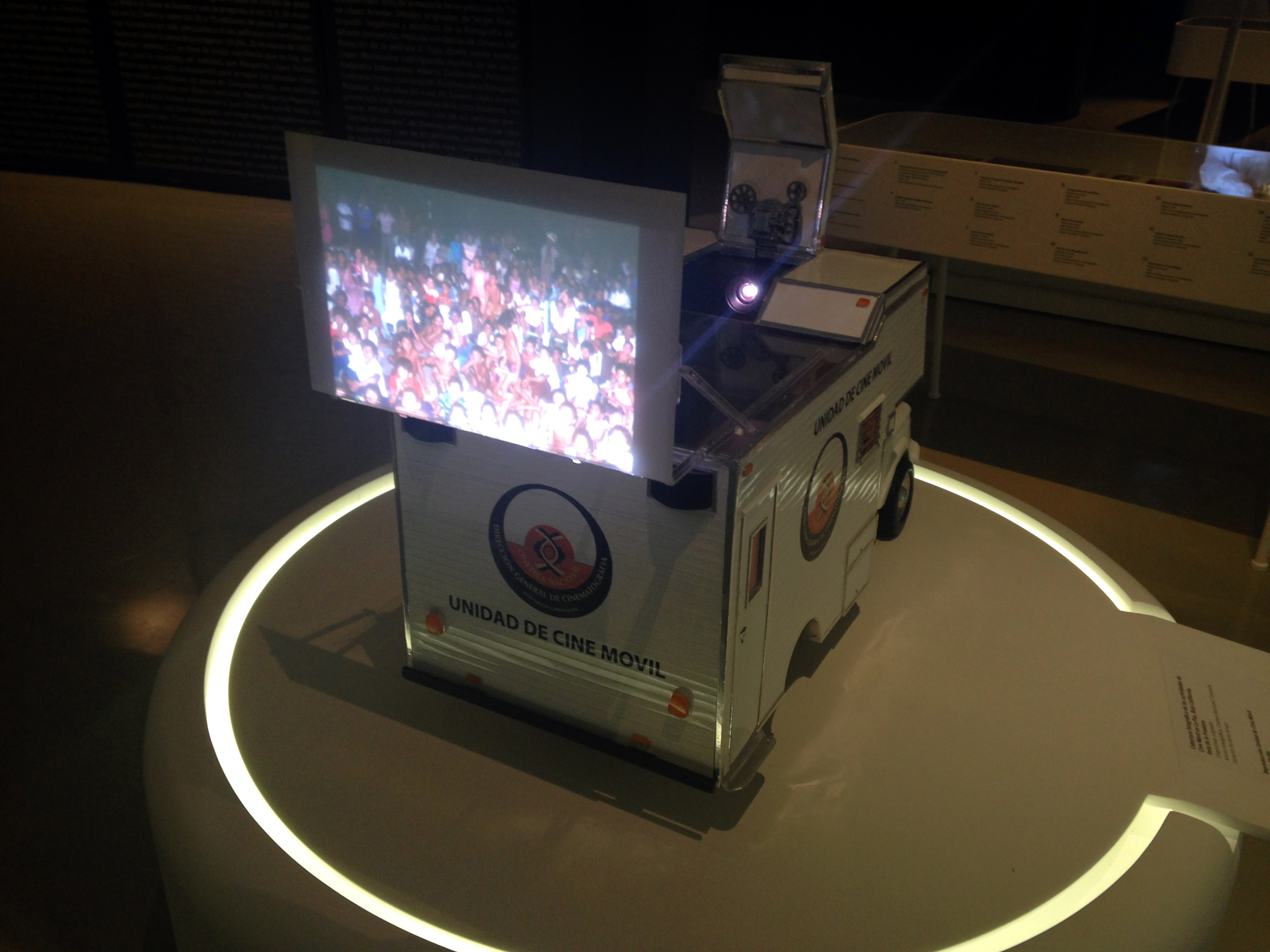
Modelo a escala de una camioneta del programa Cine Móvil.

A partir de 1976 inició el proyecto social Cine móvil, con camionetas Jeep tipo pick-up equipadas y modificadas para giras por lugares remotos de México. Encabezados por Javier Arroyo, participaron Alfredo Gurrola, Nicolás Echevarría, Sergio Franco, Ignacio Cervantes, Federico Serrano, Gerardo Coria González y Salvador Camarena. El programa piloto contempló tres camionetas doble tracción que tras algunos meses de investigación, fueron adaptadas para poder cumplir su misión: llevar cine mexicano de calidad a comunidades de difícil acceso o particularmente incomunicadas por vías terrestres, criterio usado en la selección de las locaciones. Debido a la duración del viaje —en promedio dos semanas—, las camionetas contaron en su interior con camastros para dos personas, baño, cocina, espacios para los proyectores y películas, pantallas y aparatos de sonido para llamar a la población a las funciones. En la parte superior de las camionetas se montaba una pantalla de acrílico y un sistema especial de espejos permitía que se observaran las imágenes que salían desde el proyector, empotrado en el techo del vehículo. De manera simultánea el equipo recogía imágenes en formato súper 8 para documentar el programa.
Muchas personas de las comunidades nunca habían visto cine. Se seleccionaron películas en español y de cine mudo, y el público paulatinamente mostró mayor simpatía por aquellas que eran más apegadas a su contexto rural (¡Vámonos con Pancho Villa!, Allá en el rancho grande) que las que trataban temáticas citadinas (Una familia de tantas, Los olvidados). Las camionetas y la documentación —a excepción de un rollo que se encontraba en laboratorio de revelado— se perdieron en el incendio de 1982.

### Incendio de 1982
El 24 de marzo de 1982 hacia las tres de la tarde mientras se exhibía La tierra de la gran promesa, de Andrzej Wajda en la sala Fernando de Fuentes y La yegua de fuerza de Joyce Buñuel, el personal del recinto detectó humo que provenía del sótano. Se dio aviso a los bomberos de los Estudios Churubusco, quienes al no detectar el origen del incendio dieron la orden de evacuar. Cuando realizaban la salida de la gente en el inmueble, el fuego alcanzó una de las bóvedas que contenían cientos de filmes hechos de nitrato de plata, lo que provocó una violenta explosión. Al momento del incendio se encontraban unas 900 personas en el inmueble. El fuego se propagó rápidamente, destruyendo casi por completo sus instalaciones. Las salas de exhibición se construyeron encima de las bóvedas que resguardaban miles de latas de rollos fílmicos, hechos con base en nitrato de celulosa rápida y altamente inflamables. Según testigos de los hechos, el fuego se originó en la pantalla de la sala Fernando de Fuentes, en donde permanecían cerca de 700 personas.
El incendio se propagó por todo el inmueble, el cual ardió por un espacio de 16 horas. Las llamas dañaron las instalaciones de la línea 2 del metro y la casa cuna del DIF ubicada del otro lado de la calzada de Tlalpan. Los medios citaron entre siete y 20 muertos, y al día siguiente se habló de 15 sepultados. Según reportes policiacos, al 26 de marzo aún era imposible rescatar 22 cuerpos que permanecían en los escombros. El interior del recinto registró hasta 2 000 °C por el fuego, fundiendo gran parte de las estructuras metálicas de la construcción, y la violenta explosión provocó daños irreversibles, inutilizando el inmueble.
El reporte final fue de solo tres fallecidos: Venustiano González Nieto, jefe del H. Cuerpo de Bomberos de la Ciudad de México; Taide Gómez, trabajadora de la misma cineteca, y José Mercedes Castillo Cervantes.
Las hipótesis de entonces citan como causas una explosión en el restaurante Wing's del mismo inmueble, un cortocircuito cerca de unos depósitos de nitrato de plata así como una colilla de cigarro arrojada cerca de latas de películas. Dichas hipótesis nunca fueron confirmadas o desmentidas, aunque el dictamen pericial final fue que no había indicios suficientes para poder determinar una causa. Seis meses después el edificio fue demolido y a inicios de la década de los noventa en el sitio inició la construcción del Centro Nacional de las Artes. En tanto una versión del crítico de cine Jorge Ayala Blanco acusa al entonces coordinador Fernando del Moral como responsable directo del incendio, ya que según Ayala, del Moral tenía como costumbre guardar detrás de la pantalla de exhibición de la Sala Fernando de Fuentes, un clóset con películas invaluables que el funcionario acostumbraba revisar antes que nadie, y el propio ruido de la sala por la proyección había causado el estallido de unas latas previamente estimuladas en el trayecto hasta el recinto, lo que habría facilitado su explosión. Para el crítico Gustavo García dicha versión no es verídica, y el incendio fue provocado por un mal estado generalizado de las instalaciones, tanto de un motor que servía para la pantalla de la sala donde se originó el incendio, como una falla en el sistema de aire acondicionado de la otrora cineteca. Se desconocen las causas precisas del siniestro, el número de víctimas y heridos así como el acervo fílmico perdido, aunque hay estimaciones de 6506 negativos, de los cuales 3300 eran mexicanos,, 2.300 guiones, 9,278 libros y revistas, así como dibujos originales de Sergei Eisenstein y Diego Rivera; negativos de películas de Juan Orol y Manuel Álvarez Bravo y el archivo fílmico de la presidencia de Plutarco Elías Calles.
El peritaje final hecho por la Procuraduría General de la República no dio una causa concluyente:

«Quinta. En vista de las condiciones de destrucción en que quedó el inmueble después del incendio y de la explosión, no fue posible llegar a mayores determinaciones concluyente por la falta de indicios.»
Procuraduría General de la República. Dictamen sobre el incendio de la Cineteca Nacional que la Unidad de Servicios Periciales, sección de Incendio y Explosiones, de la PGR, rindió el C. Agente del Ministerio Público Federal, jefe de la mesa 1, el día 13 de abril de 1982.

En lo que fue denominado el peor incendio de la década —no habían ocurrido aún las explosiones de San Juan Ixhuatepec de 1984—, los cuerpos de bomberos locales denunciaron las precarias condiciones en que trabajaban, así como la falta de suministro de agua para trabajar.
El documental Los rollos perdidos (2012) de Gibrán Bazán, abordó estos hechos.

### Sede Xoco, Coyoacán
El 4 de junio de 1982 se constituyó el Patronato pro-reconstrucción y recuperación de la Cineteca, encabezado por Mario Moreno "Cantinflas" y Gabriel Figueroa. Dicho comité, además de la reconstrucción del edificio, localizó y adquirió material fílmico, revisó el inventario de negativos pertenecientes a la cineteca en laboratorios, realizó una premier en el Cine Latino de la capital y estableció el 31 de agosto de 1982 como el Día de la Cineteca Nacional, en el que un porcentaje de las taquillas de los cines ese día fue donado al comité. Acervos públicos como el de Fernando de Fuentes, el de documentales de Miguel Alemán, la colección documental de la Presidencia de la República, los noticieros EMA y el Continental de Demetrio Bilbatúa así como los fondos de Gabriel Figueroa; otros acervos privados como Películas Nacionales S.A. y el Centro Independiente de Películas donaron acervos, así como 46 filmes provistos por el Comité de Cinematografía de la entonces Unión Soviética, con obras de Eiseinstein. Un circuito de recintos fue activado para proseguir la exhibición de películas, como la sala del Centro Cultural Universitario de la UNAM, las Pecime I y II y el Cinema Rélox.
A partir de 1982 inició la construcción de la nueva sede de la Cineteca Nacional en el complejo Plaza de los Compositores, que ya contaba con cuatro salas de cine, sobre la avenida México Coyoacán, en el antiguo pueblo de Xoco al sur de la ciudad. Obra del arquitecto Manuel Rocha, el nuevo recinto se inauguró el 27 de enero de 1984. Fueron recuperadas 1745 copias. El centro documental enriqueció sus archivos a 1565 libros, 831 guiones, 2761 publicaciones periódicas y 2722 carteles.
La nueva sede contó inicialmente con cuatro salas con 560 butacas con un cambio en la manera de programar: una sala proyectaba solo cine mexicano, otra de preestrenos y reestrenos de cine extranjero, la tercera solo de ciclos de cine internacional y la cuarta para ciclos temáticos.
Las nuevas salas fueron:
- Sala 1 Jorge Stahl
- Sala 2 Salvador Toscano
- Sala 3 Fernando de Fuentes
- Sala 4 Arcady Boytler

Al centro de la Plaza de los Compositores se instaló en 1979 la escultura Cubo de las transmutaciones de Juan Luis Díaz, orientada hacia la Estrella Polar. La obra está basada en la repetición de 8 esculturas geométricas. Dicho elemento fue preservado con la posterior reconstrucción.
En 1990 la cineteca contó 4 353 películas resguardadas. En 1992 inició la construcción de las nuevas bóvedas, las cuales fueron hechas bajo los estándares de la FIAF e inauguradas en 1994.

### Cineteca Nacional delsigloXXI

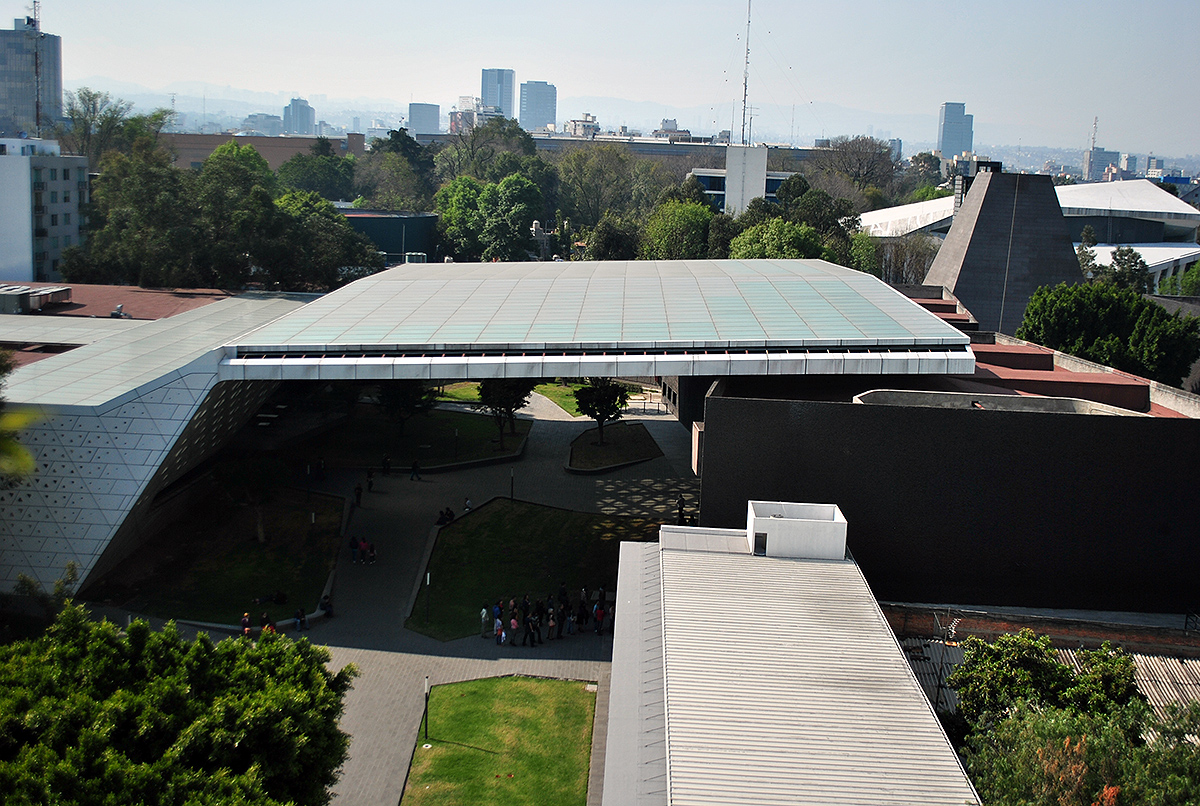
Vista del nuevo conjunto.

Pasados 27 años de existencia de la Cineteca y en el que sus instalaciones permanecieron sin cambios significativos, el CONACULTA planteó la necesidad de remodelarla integralmente. El Proyecto de Inversión Cineteca Nacional siglo XXI 2011 contemplaba la "ampliación, actualización, dignificación e impulso de los espacios apropiados para el desempeño de sus funciones, la promoción de la cultura y el entretenimiento, así como el enriquecimiento de su principal activo: la historia y la actualidad capturada en material fílmico e iconográfico". Dicho proyecto, con un costo total de 387 068 000 pesos mexicanos de entonces, contemplaba tres fases y la realización de las siguientes acciones:
1. Construcción y equipamiento de dos bóvedas unidas para resguardo de material cinematográfico.
2. Construcción y equipamiento de un laboratorio de restauración digital.
3. Remodelación y adecuación de oficinas administrativas.
4. Construcción de un Parque Central.
5. Construcción de un Parque y del Foro Mayorazgo.
6. Construcción y equipamiento de un estacionamiento de seis pisos.
7. Construcción y equipamiento de cuatro salas nuevas de proyección.
8. Construcción de cuatro locales comerciales.
9. Construcción y equipamiento de la plaza pública y la plaza central.
10. Construcción de cubierta de la plaza pública.
11. Remodelación y equipamiento de las seis actuales salas de proyección.
12. Remodelación y equipamiento de las actuales oficinas administrativas.

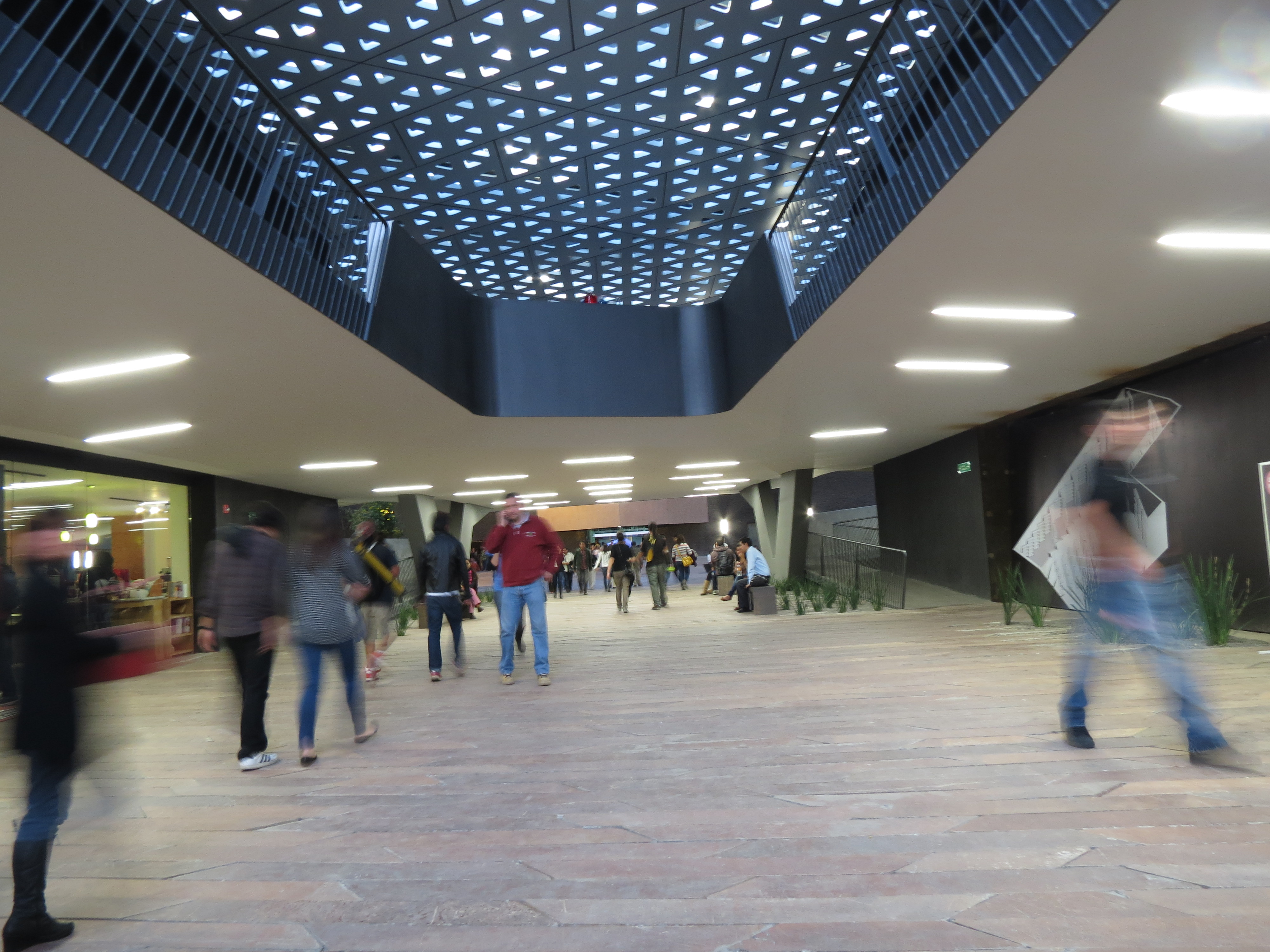
Interior de la Cineteca Nacional

El ganador del proyecto fue el arquitecto Michel Rojkind y su despacho Rojkind Arquitectos. Aunque se había planteado originalmente que no se cerrarían las instalaciones al público en el transcurso de las obras, por normatividad constructiva se determinó el cierre completo de la cineteca, siendo primero el estacionamiento el 31 de diciembre de 2011 y las salas de proyección el 16 de enero de 2012. Durante el transcurso de las obras, la proyección de películas continuó en sedes alternas:
- Auditorio del Museo de Arte Carrillo Gil
- Sala Luis Buñuel del Centro de Capacitación Cinematográfica
- The Movie Company
- Auditorio de la Biblioteca José Vasconcelos
- Auditorio Alfonso García Robles del Centro Cultural Universitario Tlatelolco
- Cine Lido
- Sala Molière del Instituto Francés de América Latina
- Cine Teresa
- Centro Cultural del Bosque
- Centro Cultural España
- Foro Shakespeare
- Sala de Arte Cinemex Reforma
- Sala Lúmiere

En marzo de 2012 el Conaculta determinó ampliar el proyecto a tres fases, con un costo total de 540 007 000 pesos, que se recuperarán en el 2019. Las acciones a realizar son:
1. Construir y equipar dos bóvedas unidas para el almacenamiento de material cinematográfico, bajo exigencias y normas técnicas internacionales, a fin de atender la demanda actual de su conservación;
2. Edificar y equipar un laboratorio digital para la restauración de material cinematográfico que acusa un grave deterioro y está en riesgo de pérdida total;
3. Ampliar de 6 a 10 el número de salas de exhibición. Ello implica la construcción de cuatro nuevas salas con características de espacio y equipo actualizado; así como la remodelación de las seis existentes, que permita apegarse a las normas isópticas (relación entre el ángulo de la pantalla y las butacas) y acústicas. Ampliar los pasillos entre butacas para darle más espacio, logrando un importante confort, así mismo en temas de acústica se estará por encima de las salas comerciales, logrando estar a la vanguardia en este importante tema para el cine de Arte;
4. Edificar y equipar un estacionamiento vertical de siete plantas, con lo que se aumenta en 57% el número de cajones disponibles, y se libera al mismo tiempo espacio que actualmente ocupa el estacionamiento, con lo que se abren áreas verdes para la recreación;
5. Proveer de instalaciones y facilidades para personas con capacidades diferentes;
6. Reubicar y equipar las oficinas administrativas para un mejor desempeño de las funciones;
7. Acondicionar la actual Sala 7 Alejandro Galindo para transformarse en una Videoteca Digital, un espacio destinado al análisis y consulta cinematográficos;
8. Construir un edificio de tres pisos, que albergará el Museo del Cine, con tres galerías especialmente diseñadas para exposiciones, y un sótano que alojará el Cerebro Digital de la Imagen que dará servicio a la Videoteca Digital, así como un edificio anexo de bodega-taller;
9. Adecuar los actuales locales comerciales y oficinas administrativas para brindar servicios al Museo del Cine: tienda, ludoteca, sala de lectura del Conaculta, guardarropa y módulo de información;
10. Acondicionar áreas de servicio, carpintería y museografía dentro de los espacios actualmente subutilizados dentro de las instalaciones existentes;
11. Proveer de instalaciones para la mejor permanencia y tránsito de los asistentes en espacios públicos comunes, mediante la edificación de una cubierta, la creación de una plaza pública techada, un incremento de 57% de áreas verdes, el Foro Mayorazgo y la remodelación de la actual Plaza Central; logrando generar un espacio público de acuerdo a las necesidades actuales de fomentar Arte y Cultura.

Según el arquitecto Michel Rojkind, la primera fase de la obra se realizó bajo presiones para terminarla antes de terminar el sexenio de Felipe Calderón.
La inauguración de la cineteca fue programada para el 7 de noviembre de 2012, con un concierto de Michael Nyman. La fecha fue cambiada para un día después, por lo que el concierto fue suspendido. En esa fecha el entonces presidente realizó solo un recorrido de supervisión y se proyectó la película Tiburón. La nueva fecha de inauguración fue el 28 de noviembre, siendo una de las últimas actividades de Felipe Calderón como presidente. En el evento se develó una placa alusiva, y la Orquesta Juvenil Carlos Chávez interpretó la obra Devotion del mismo compositor Nyman.

#### Stanley Kubrick: La Exposición.
La exposición del cineasta Stanley Kubrick llegó a la cineteca nacional el 1 de diciembre de 2016. El evento recopila más de 900 objetos relacionados con Kubrick, entre utilería original de los filmes, imágenes, documentos, equipo fotográfico, vestuario y más, que se reparte en 16 núcleos, mismos que abarcan la vida y obra del realizador neoyorkino desde sus primeros pasos como fotógrafo para la célebre revista Look, pasando por cada uno de sus largometrajes en orden cronológico (desde Miedo y deseo hasta Ojos bien cerrados) y se incluyen, también, los proyectos fílmicos que no llegaron a cristalizarse. La exposición terminara el 29 de mayo del 2017.

### Sede Centro Nacional de las Artes (Cenart) y Sede Chapultepec
El 19 de septiembre del año 2022, Alejandra Frausto, la entonces secretaria de Cultura, anunció dos nuevas sedes adicionales de la Cineteca Nacional en la Ciudad de México: la primera de ellas, en el Centro Nacional de las Artes (Cenart) y la segunda, en la cuarta sección del bosque de Chapultepec.

### Directores
| Directores               | Periodo                 |
| ------------------------ | ----------------------- |
| Luz Fernández de Alba    | 2000                    |
| Magdalena Acosta Urquidi | 2000 - 2006             |
| Leonardo García Tsao     | 2006 - 2010             |
| Paula Astorga Riestra    | 2010 - 2013             |
| Alejandro Pelayo Rangel  | 1997 - 1999 2013 - 2024 |
| Marina Stavenhagen       | 2024 -                  |

## Instalaciones

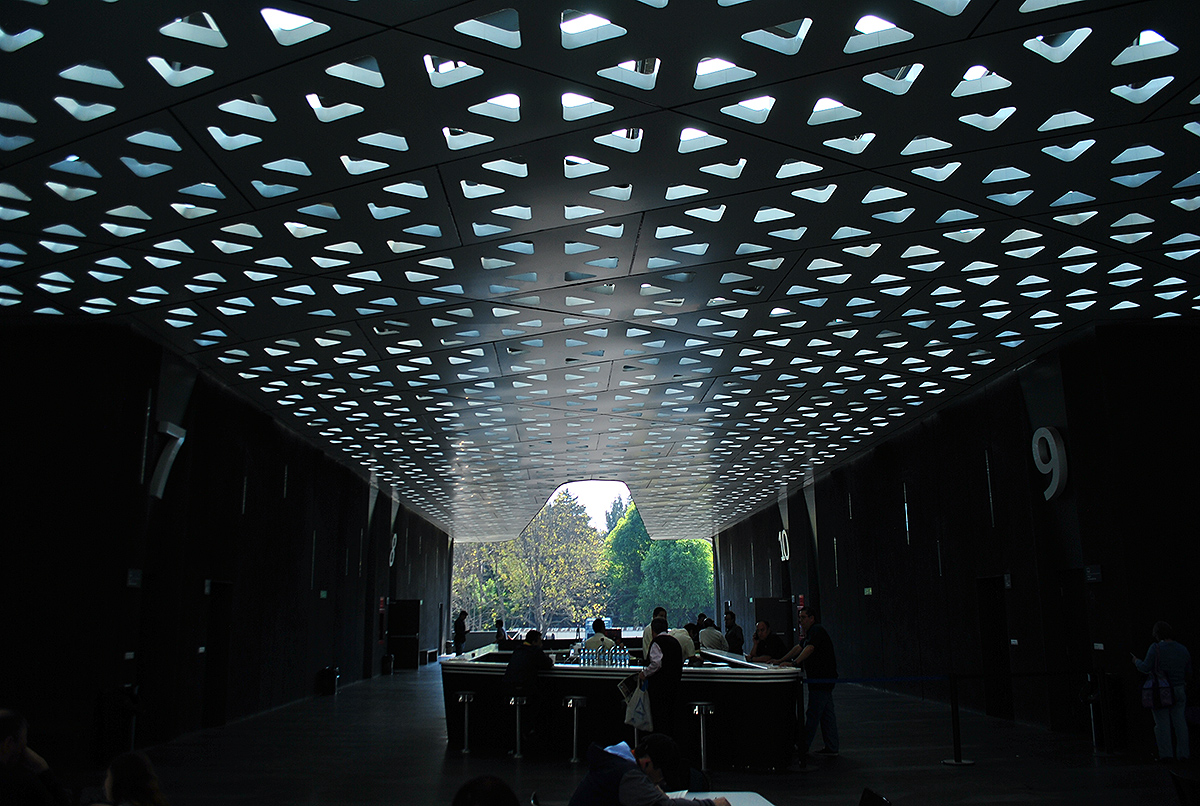
Salas 7, 8, 9 y 10 y nevería.

### Salas de exhibición[13]
La ampliación hecha en 2012 aumentó de 4 a 11 el número de espacios para exhibición en el recinto:
- Sala 1 "Jorge Stahl"
- Sala 2 "Salvador Toscano"
- Sala 3 "Fernando de Fuentes"
- Sala 4 "Arcady Boytler"
- Sala 5 "Matilde Landeta"
- Sala 6 "Roberto Gavaldón"
- Sala 7 "Alejandro Galindo"
- Sala 8 "Hermanos Rodríguez"
- Sala 9 "Juan Bustillo Oro"
- Sala 10 "Luis Buñuel"
- Foro al Aire Libre "Gabriel Figueroa".

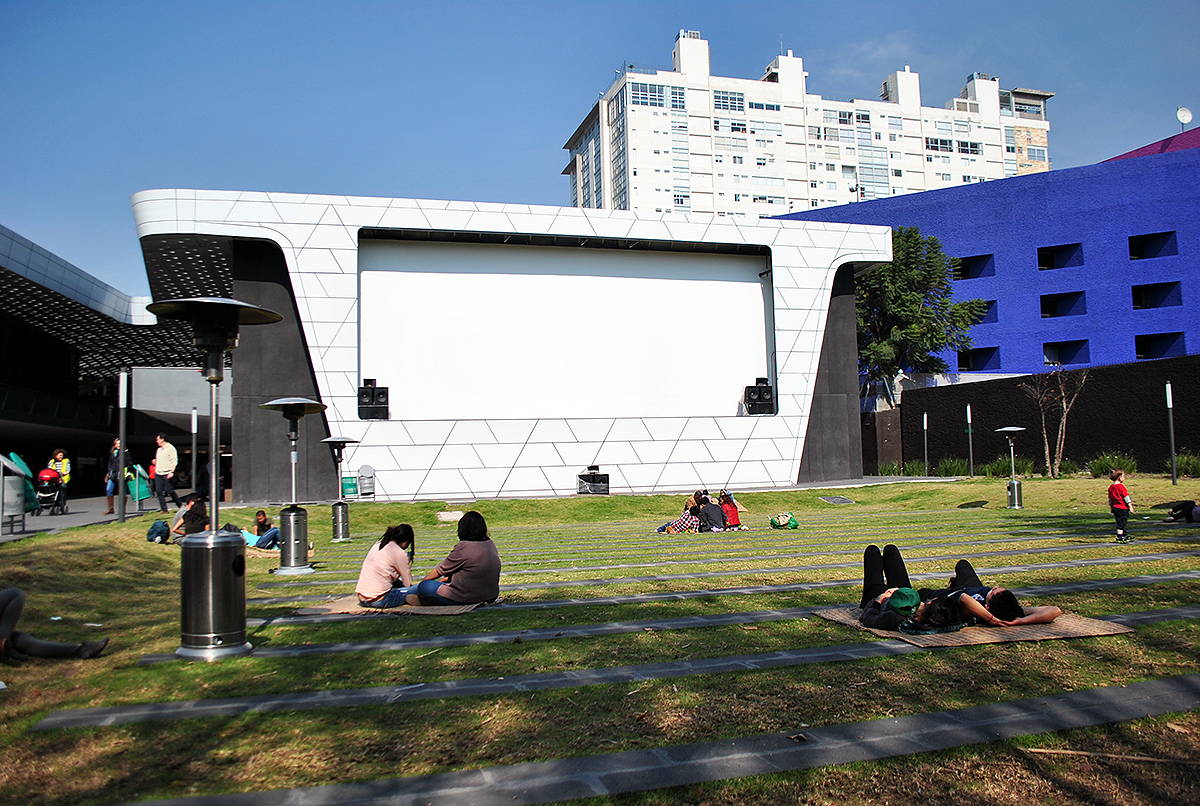
Foro al aire libre "Gabriel Figueroa".

El acervo resguardado en las bóvedas de la Cineteca tiene más de 15,000 títulos nacionales e internacionales en formatos de 16 y 35 milímetros, así como el acervo no fílmico, compuesto de 30,000 videos y 330,000 materiales iconográficos relacionados al cine como carteles y fotografías. Otros 38,000 rollos están bajo su resguardo. Algunos de los acervos de la cineteca son:
- Colección Miguel Alemán
- Colección Tomás Garrido Canabal
- Colección de la Revolución Mexicana donada por el American Film Institute
- Parte del archivo personal de Arcady Boytler
- Resguardos del Archivo General de la Nación, el Instituto Nacional de Antropología e Historia, colecciones Guerra Zacarías y Demetrio Bilbatúa

El laboratorio de restauración digital "Elena Sánchez Valenzuela" es una instalación única en su tipo en Iberoamérica, creada en la última restauración de 2011-2012 con el propósito del rescate y la restauración de material fílmico, tanto de la Cineteca como de otros acervos, mediante dispositivos de alta tecnología como el sistema Arriscan de Arri y Sondor OMAE. Las primeras obras restauradas por el laboratorio fueron Almas de la costa —primera película de ficción de Uruguay— y materiales coloreados provenientes de la Revolución Mexicana. También como parte de estas primeras acciones fue restaurada la película mexicana Enséñame a besar de 1952.
El Centro de Documentación de la cineteca posee más de 15 000 publicaciones relacionadas al cine, 40 000 expedientes sobre la cinematografía, 900 revistas especializadas, guiones no publicados y recursos multimedia. Si bien su enfoque es el cine mexicano, cuenta con acervos referentes al cine internacional. Este centro organiza periódicamente ciclos de exhibición basados en el resultado en sus investigaciones.

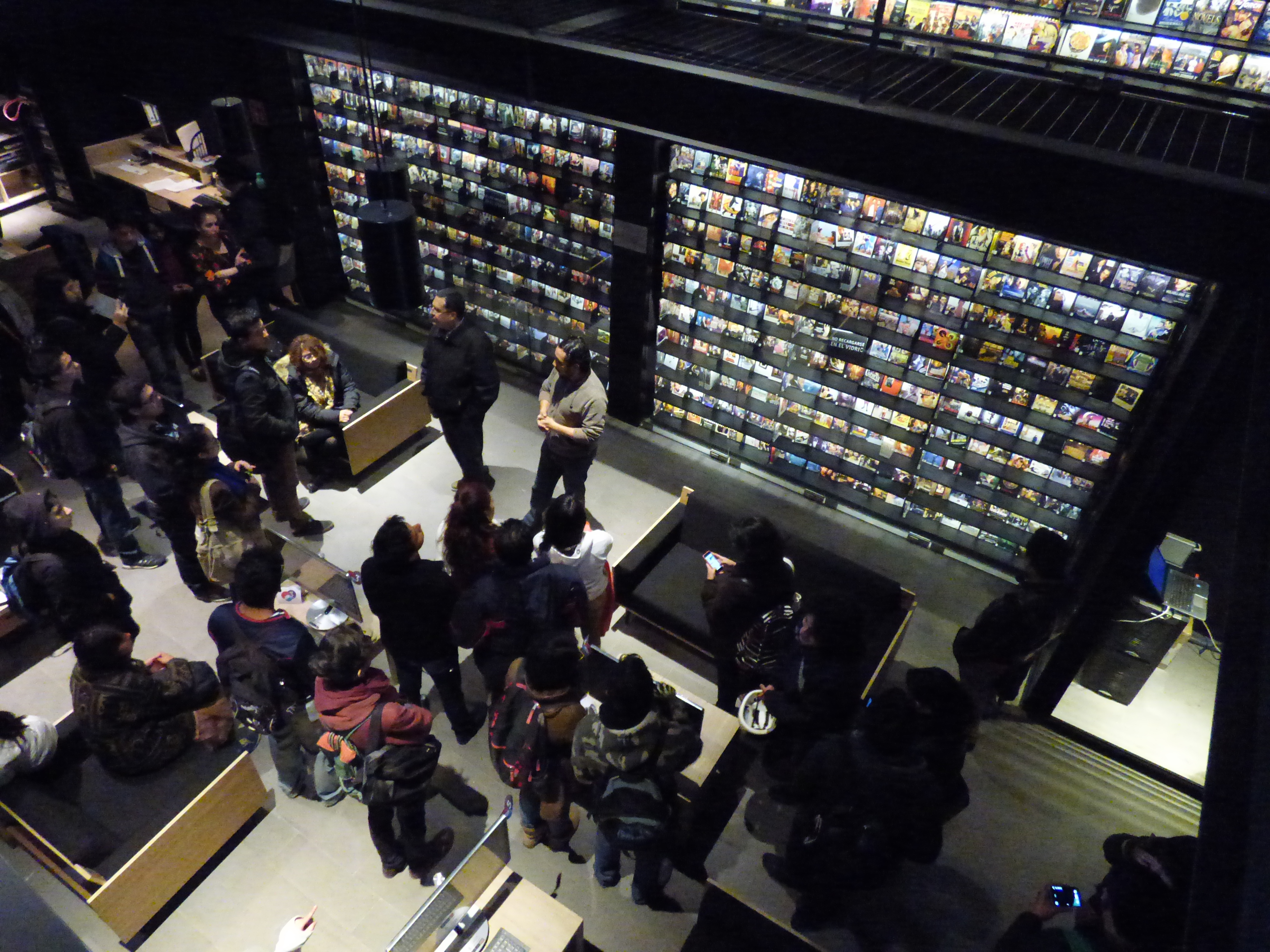
Videoteca durante el editatón "Wikipedia ama el cine".

La Videoteca Digital Carlos Monsiváis, inaugurada en 2014, tiene una selección de 5000 películas en video, en su mayoría mexicanas, 2000 de las cuales provienen de la colección personal del escritor y periodista mexicano Carlos Monsiváis. En uno de sus muros se exhiben físicamente las cajas de las películas, y en la planta baja existen veintiún módulos de consulta digitales para el visionado de los acervos basada en software libre y cuatro para la consulta del catálogo.
La Galería de la Cineteca Nacional es el primer lugar museístico en México destinado al cine. Fue inaugurada en el año 2015 con el objetivo de trascender el patrimonio cinematográfico mexicano y emplearse como un espacio para exposiciones internacionales vinculado con el cine. Es un lugar que deja volar la imaginación, alimenta la creatividad y fomenta la inspiración de sus visitantes. Con más de 1500 m² y ubicado en la Plaza del cubo conocida como el corazón de la Cineteca Nacional, es un espacio dinámico que pretende servir de vínculo para el conocimiento de las distintas disciplinas que conforman el cine desde la construcción hasta la investigación. Cuenta con 4 niveles de exposición y una terraza para elaboración de eventos y actividades al aire libre.
Otras instalaciones de la Cineteca son dulcerías, una sucursal de la nevería Roxy de la colonia Condesa, las cafeterías "La Selva" y "La Finca", una sucursal de la librería "Educal" y oficinas administrativas.

## Actividades

### Actividades periódicas

#### Foro Internacional de la Cineteca
En 1982 inició con el Foro Internacional de la Cineteca, un espacio para la proyección de documentales, nuevos creadores cinematográficos y el cine de vanguardia tanto nacional como internacional. En el foro se muestran las últimas tendencias del cine mundial, películas de índole experimental así como ser el espacio para el estreno de óperas primas, y ha sido el espacio para la exhibición de cintas que difícilmente son programadas en otros espacios comerciales, como el caso de Ninfomanía de Lars Von Trier. La programación del foro se extiende por salas de proyección de universidades, centros culturales y cadenas comerciales.

#### Muestra Internacional de Cine de la Cineteca Nacional
Es un evento relevante de cinematografía en el país y de los más esperados por la comunidad cinéfila. Se realiza ininterrumpidamente desde la creación del recinto en 1978.
El antecedente de una muestra internacional en México se remonta a la Reseña de Acapulco, iniciada en 1958. Dicho evento era exclusivo y contemplaba la invitación del gobierno mexicano a estrellas del cine de Hollywood, y además de la exhibición de películas recientes internacionales, contemplaba eventos sociales al que atendían la élite actoral y gubernamental mexicana. La última reseña ocurrió en 1968.
Para entonces la exhibición de cine internacional en la capital mexicana de películas de vanguardia se limitaba a cineclubes y salas privadas, muchas veces en condiciones precarias y limitadas en espacio y oportunidad de asistencia. No existía por entonces televisión por cable en el país, y las salas de exhibición populares no mostraban este tipo de filmes. En este contexto ocurrió la Primera Muestra Internacional de Cine, que inició el 25 de noviembre de 1971 en el Cine Roble, ubicado en Paseo de la Reforma y que colapsó en los terremotos de México de 1985. Con la inauguración de la cineteca, la muestra se trasladó a este recinto en 1978 y se ha realizado anualmente a pesar del incendio de 1982, cuando fueron ocupadas sedes alternas.
Tiene una relación estrecha con el desarrollo de la crítica cinematográfica del país, ya que al poner a disposición más películas a una mayor cantidad de personas en mejores condiciones convirtió por muchos años a la muestra como un referente en la comunidad cinéfila e incrementó, por ende, la atención del público. Ello previo al nacimiento de más ciclos cinematográficos en otras entidades y salas así como festivales que se cuentan en el inicio del siglo XXI por decenas. Desde la década de los setenta, además de las publicaciones de la propia cineteca, cada película de la muestra es reseñada en medios escritos y electrónicos, incluso con personal contratado temporalmente para dicho fin, incrementando la opinión nacional y que abarca a cuatro generaciones de críticos de cine.
Para 2014, el autor más proyectado en el foro era Woody Allen, con 20 cintas. Dentro de este ciclo de exhibición siempre se ha incluido cine mexicano, pese a los altibajos de la industria vividos en las más de cuatro décadas de historia del evento. Debido a ello el director mexicano Arturo Ripstein era el segundo director en número de películas mostradas. El país con mayor número de filmes exhibidos era Francia (270) seguido de Estados Unidos (157), España (113), México (108) e Italia (103). Se han presentado 948 ficciones, 29 documentales y una animación. Obras de 80 directoras han estado presentes frente a las de 981 directores. Del total de películas participantes, 10% han sido óperas primas.
A partir de 1996 inició un programa formal de exhibición de obras de la muestra en la República Mexicana. En 2014 se exhibían películas de la muestra, además de la cineteca, en salas de la Zona Metropolitana del Valle de México de la UNAM (Sala Julio Bracho, el Cinematógrafo del Museo Universitario del Chopo, el Instituto Politécnico Nacional y de cadenas comerciales como Cinemex, Cinemanía y espacios independientes como La casa del cine.

#### Medalla Salvador Toscano al Mérito Cinematográfico
En 1983, la Cineteca instituyó la entrega de la Medalla Salvador Toscano al Mérito Cinematográfico, dedicada al reconocimiento de la actividad de hombres y mujeres en cualesquiera de los campos de la actividad cinematográfica de México. El nombre de la presea rinde tributo al pionero del cine mexicano Salvador Toscano y es respaldada además por la Academia Mexicana de Artes y Ciencias Cinematográficas y la Fundación Salvador Toscano.
| Año  | Ganador                                   |
| ---- | ----------------------------------------- |
| 1983 | José de Jesús "Joselito" Rodríguez Ruelas |
| 1983 | Roberto Rodríguez Ruelas                  |
| 1984 | Manuel Esperón                            |
| 1985 | Juan Bustillo Oro                         |
| 1986 | Roberto Gavaldón                          |
| 1987 | Carlos Savage                             |
| 1988 | Gonzalo Gavira                            |
| 1989 | Juan José Ortega                          |
| 1990 | Manuel Barbachano Ponce                   |
| 1991 | Alejandro Galindo                         |
| 1992 | Luis Alcoriza                             |
| 1993 | Gloria Schoemann                          |
| 1994 | Gunther Gerzso                            |
| 1995 | Guadalupe Marino                          |
| 1996 | Emilio García Riera                       |
| 1997 | Gregorio Walerstein                       |
| 1998 | Tomás Pérez Turrent                       |
| 1999 | Rosalío Solano                            |
| 2000 | Fernando Martínez Álvarez                 |
| 2001 | Miguel Zacarías Nogaim                    |
| 2002 | Ismael Rodríguez                          |
| 2003 | Alfredo Ripstein                          |
| 2004 | Manuel González Casanova                  |
| 2005 | Alex Phillips Jr.                         |
| 2006 | Felipe Cazals                             |
| 2007 | Vicente Leñero                            |
| 2008 | Joaquín Gutiérrez Heras                   |
| 2009 | Alexis Grivas                             |
| 2010 | Jorge Ayala Blanco                        |
| 2011 | Ignacio López Tarso                       |
| 2012 | Jaime Humberto Hermosillo                 |
| 2013 | Paz Alicia Garciadiego                    |
| 2014 | Sergio Olhovich                           |
| 2016 | Alfonso Arau                              |
| 2017 | Arturo de la Rosa                         |
| 2019 | Gabriel Retes                             |
| 2020 | Juan Fernando Pérez Gavilán               |

#### Medalla Cineteca Nacional
Para rendir homenaje a directores de cine internacionales con una trayectoria celebrada en todo el mundo, desde 2015 la Cineteca Nacional instituyó la entrega de la Medalla Cineteca Nacional, galardón que, en su primera edición, fue entregada al cineasta franco-griego Costa-Gavras en el marco de la primera edición del Festival Internacional de Cine San Cristóbal de las Casas.
Este reconocimiento, entregado sin una periodicidad específica, celebra la figura y obra de directores extranjeros. Para su entrega, el o la cineasta homenajeada visitará la Cineteca Nacional para inaugurar una retrospectiva o ciclo con lo más representativo de su filmografía.
| Año  | Ganador           | País            |
| ---- | ----------------- | --------------- |
| 2015 | Costa Gavras      | Grecia          |
| 2015 | Atom Egoyan       | Egipto          |
| 2016 | Adolfo Aristarain | Argentina       |
| 2017 | Miguel Littín     | Chile           |
| 2018 | Fernando Solanas  | Argentina       |
| 2018 | Jan Svankmajer    | República Checa |
| 2022 | Víctor Gaviria    | Colombia        |
| 2023 | Amos Gitai        | Israel          |
| 2025 | Agnieszka Holland | Polonia         |

#### Talento Emergente
En 2015, se integró a las actividades anuales de la Cineteca el festival Talento Emergente para presentar películas de directores de cine jóvenes o sus primeros trabajos.

## Publicaciones
La Cineteca cuenta con una actividad constante de publicación de libros especializados en cine nacional e internacional, entre los que se cuentan diccionarios y materiales de referencia del cine mexicano y espacios para la revisión crítica del quehacer fílmico. Las publicaciones que ha publicado periódicamente son:
- Revista Cine[4]
- Entre 1975 y 1978, la serie editorial Cuadernos de la Cineteca Nacional. Testimonios para el cine mexicano[71]
- Desde 1986 Documentos de investigación, publicación que reseña la actividad investigativa y crítica anual del cine mexicano[71]
- Programa Mensual de la Cineteca Nacional, publicado ininterrumpidamente desde la creación del espacio. En ella se presentan detalles técnicos de las películas exhibidas así como la revisión hecha por especialistas de algunas de las mismas.[72]
- Desde 2012, revista Icónica, sobre pensamiento fílmico[71]

## Polémicas
En enero de 2016, la Cineteca fue acusada de censura al presuntamente ser denegada la proyección de la película Lucifer del director Gust Van der Berghe. El director del recinto, Alejandro Pelayo, negó dichas acusaciones. La cinta fue finalmente exhibida.

## Red de Cinetecas en México
- Cineteca de Durango en Durango
- Cineteca Mexiquense en Estado de México
- Cineteca FICG en Jalisco
- OaxacaCine Alcalá en Oaxaca
- Cinemateca Luis Buñuel en Puebla
- Cineteca Alameda en San Luis Potosí
- Cineteca Nuevo León en Nuevo León